# Ditrichum difficile
Ditrichum difficile är en bladmossart som beskrevs av Fleischer 1904. Ditrichum difficile ingår i släktet grusmossor, och familjen Ditrichaceae. Inga underarter finns listade i Catalogue of Life.